# Basileus
Basileus ili vasilevs (starogrčki Βασιλεύς]), množina Βασιλεῖς, basileis), označava "suverena" ili "kralja". Njena najpoznatija uporaba je kao naslov bizantskih careva, ali su je također koristili razni vlastodršci u antičkoj Grčkoj, kao i kraljevi suvremene Grčke.
Od naziva basileus potječu suvremena imena Bazil, odnosno Vasilije (Vaso, Vasko) i Vasiljka.

## Etimologija
Etimologija izraza basileus je nejasna. Mikenski oblik je bio gwasileus (𐀣𐀯𐀩𐀄, qa-si-re-u), a označavao je dvorskog službenika i lokalnog poglavicu a ne kralja. Većina jezikoslovaca smatra kako je riječ o ne-grčkoj riječi koju su Grci Brončanog doba preuzeli od već postojećoh substrata Istočnog Mediterana.

## Uporaba
Prvi spomen riječi datira iz glinenih pločica iskopanih među Mikena|mikenskim ruševinama koje potječu iz razdoblja između 15 i 11. st. pr. Kr. Natpisi na njima su na linearnom B pismu. U tom razdoblju je basileus imao značenje poglavice ili dvorskog službenika, dok je naslov "visokog kralja" ili "gospodara" odgovarala riječi wanax.
Vjeruje se kako je u mračnom dobu Grčke došlo do kolapsa svih većih država, pa se vlast svela na manje zajednice s poglavarima koji su nosili naziv basileus. Tako je s vremenom basileus dobilo značenje kralja, dok je wanax, odnosno anax postao anakroni naslov predviđen za mitske heroje iz prošlosti.
Većina grčkih država u antičkom razdoblju je odbacila monarhiju, pa i s njome i naslov basileus. Nju su međutim zadržale i neke republike, kao Atena gdje je među arhontima uveden naslov arhont basileus, koji je zadržao vjerske funkcije.